# Tenguella musiva
Tenguella musiva is een slakkensoort uit de familie van de Muricidae. De wetenschappelijke naam van de soort is voor het eerst geldig gepubliceerd in 1835 door Kiener.